# フィリップ・ディビッグ
フィリップ・ディビッグ（英: Philip Hallen Dybvig、1955年5月22日 - ）は、米国の経済学者。彼はセントルイス・ワシントン大学オーリン・ビジネス・スクールの教授 (Boatmen's Bancshares Professor of Banking and Finance) である。

## 経歴
ディビッグの専門分野は資産評価、銀行経営、投資、コーポレート・ガバナンスである。彼は以前はイェール大学の教授、プリンストン大学のアシスタント・プロフェッサーを務めていた。彼は2002年から2003年にかけて Western Finance Association の president を、2010年から2021年にかけて西南財経大学の金融研究院の院長を務めた。彼は様々な雑誌の編集長ないし副編集長を務めており、具体的には『Review of Financial Studies』、『Journal of Economic Theory』、『Finance and Stochastics』、『Journal of Finance』、『Journal of Financial Intermediation』、『Journal of Financial and Quantitative Analysis』、『Review of Financial Studies』が挙げられる。
ディビッグは、取り付け騒ぎを扱ったダイアモンド＝ディビッグ・モデルに関するダグラス・W・ダイアモンドとの共同研究で知られる。ディビッグは「銀行と金融危機に関する研究」により2022年のノーベル経済学賞をダイアモンドおよびベン・バーナンキと共同受賞した。